# 왕밍완
왕밍완(중국어: 王銘琬, 1961년 11월 22일 타이베이시 ~ )은 타이완 태생 일본의 바둑 기사이다.

## 약력
- 1975년 일본 입국, 일본기원 원생(연구생)이 됨.
- 1977년 입단
- 1979년 유원배(留園杯) 우승
- 1980년 기성전 3단전 우승
- 1981년 기성전 3단전 우승(2회연속)
- 1984년 기도(棋道)상 신인상 수상
- 1985년 혼인보 본선리그 첫 진입, 수훈상 수상
- 1986년 기성전 6단전 우승
- 1987년 기성전 7단전 우승
- 1988년 준영(俊英)전 우승
- 1991년 기성전 8단전 우승, 준영(俊英)전 우승
- 1992년 9단 승단
- 1995년 명인전 본선리그 첫 진입
- 1997년 혼인보 본선리그 진입, 이후 3년연속 재적, 9회 TV 바둑 아시아 선수권대회 해설자
- 1998년 10회 TV 바둑 아시아 선수권대회 해설자
- 1999년 11회 TV 바둑 아시아 선수권대회 해설자
- 2000년 혼인보 우승(대 조선진 4:2), 12회 TV 바둑 아시아 선수권대회 해설자
- 2001년 혼인보 우승(대 장쉬 4:3)
- 2002년 혼인보 준우승(대 가토 마사오 2:4)
- 2003년 제16회 후지쯔배 8강, 제2회 CSK배 바둑아시아대항전 대만대표, 8회 LG배 세계기왕전 24강, 제5회 춘란배 24강
- 2004년 제5회 응씨배 8강. 9회 LG배 세계기왕전 24강, 제1회 중환배 8강